# NGC 854
NGC 854 je galaksija u zviježđu Kemijska peć.

## Vanjske poveznice
- SEDS: NGC 854